# Vor Frelsers Kirke (København)
 For alternative betydninger, se Vor Frelsers Kirke. (Se også artikler, som begynder med Vor Frelsers Kirke)
Vor Frelsers Kirke ligger i Sankt Annæ Gade på Christianshavn i Københavns Kommune.
Kirken er mest kendt for sit spiralsnoede spir, men den rummer også en imponerende, udskåret orgelfacade fra 1698 og Nicodemus Tessins mesterstykke af en altertavle.
Kirken ligger med sin symmetriakse orienteret fra sydvest – tårnet – mod nordøst – alteret – men for nemheds skyld benævnes denne akse som vest-øst i denne artikel. Tårnindgangen kaldes derfor vestportalen, selvom det ikke stemmer helt med kompasset.

## Historie
Da Christian 4. omkring 1617 bestemte sig for bygge Christianshavn, var den tænkt som en selvstændig købstad på Amager, og skulle derfor have både en kirke og et rådhus. Rådhuset blev aldrig til noget, men kirken var med allerede på Johan Semps første udkast til en byplan for området, fra september 1617. Her var kirken placeret tæt ved det centrale torv, men allerede december samme år blev planen ændret, og kirken flyttet til en position vest for den nuværende kirkes. Omkring 1620 bliver der lagt et fundament på dette sted, men videre kommer det ikke.

### Den midlertidige kirke
Tredje forsøg kom i 1639 i form af en midlertidig kirke, bygget lige syd for den nuværende. Idéen var at opføre en bygning, der kunne anvendes som kirke, indtil den rigtige var færdig, og siden kunne fungere som skole, præste- og kapellanbolig. At der ikke skulle ofres for meget på byggeriet, fremgår bl.a. af at kongen gav Niels Trolle, som han havde indsat som bygmester, besked på at finde brugbart inventar i slottets beholdning.

#### Bygningen
Byggeriet startede med opfyldning af den lave, sumpede grund. Der blev lagt et fundament i 2 stens tykkelse, men murene var kun 1½ sten tykke, så der blev muret fem støttepiller på hver langside. Bygningen var 60 alen lang men kun 13 alen bred (ca 37,5 x 8 m). Langmurene var 9 alen høje (ca 5,5 m) og gavlene 14 alen (ca 8,7 m). Murerarbejdet gik stærkt – det var afsluttet inden udgangen af 1639 – men åbenbart også for stærkt, for allerede i begyndelsen af 1640 begyndte murene at give sig, så man måtte mure ekstra støttepiller på indersiden.
Der var to rækker af vinduer rundt på bygningen, af hensyn til pulpiturene. I tømrerkontrakten nævnes et "tårn", som formodentlig var en tagrytter. Der nævnes også et "skur" foran indgangen, altså et våbenhus. Det var placeret ved nordsiden, tæt på vestgavlen. Indvendig var det ét stort rum med bjælkeloft og murstensbelagt gulv. Et korgitter adskilte koret fra skibet, og i skibet var der pulpiturer, formodentlig på alle tre sider.
Kirken blev indviet i maj 1640, selvom der åbenbart manglede meget arbejde. Først i oktober 1641 var der synsforretning over tømrerarbejdet. Hastværket med at få bygningen opført havde sine følger. Da man endelig i 1696 kunne flytte ind i den nuværende kirke, var den midlertidige så forfalden, at man ikke kunne anvende den til de formål, man oprindeligt havde planlagt. Den blev brugt som billedhuggerværksted i nogle år, indtil den i 1708 blev solgt til nedrivning. I 1709 blev fundamentet optaget, og dermed var sporene af Christianhavns første kirke slettet.

#### Inventar
Den midlertidige kirkes udgifter til inventar blev også holdt på det jævne. Alteret bestod af egeplanker på et muret fundament. Altertavlen og prædikestolen blev købt fra Sankt Petri Kirke i København. Christian 4. skænkede altersølvet, og messehagler blev overført fra Slotskirkens beholdning. Døbefonten beskrives som et lille ottekantet fyrretræsbord. Kirkens orgel blev leveret af Johan Lorentz, og omtales kun som et positiv, hvilket antagelig indebærer et instrument med kun ét manual og ingen pedal.
Det meste inventar er siden gået til, men ikke alt. Blandt andet et sæt alterstager fra 1670, berettelsessæt, et maleri og klokkerne blev overført til den nye kirke. Prædikestolen og et sæt alterstager fra 1640 blev overtaget af Kærby Kirke, og Abel Cathrines Stiftelse overtog noget af altersølvet, som senere er gået videre til plejehjemmet Gammel Kloster og Københavns Bymuseum.

### Frederik 3.'s projekt
Næste plan for den rigtige kirke blev set første gang i 1668. Nu var det Frederik 3., der stod bag, og planen brød med forgængerne ved at placere kirken ved Strømmen (det nuværende havneløb) tæt ved den første Knippelsbro. Der blev kørt en masse sten til den nye plads, men mere skete der ikke. I 1672 fik Christian 5. området afgrænset med en kampestensmur, og bygningens grundplan afmærket med fundamentsten, men så gik arbejdet igen i stå, og til sidst blev projektet opgivet til fordel for Lambert van Havens plan.

### Lambert van Havens kirke
Femte forslag til en kirke på Christianshavn kom fra Lambert van Haven og var det største og flotteste af dem alle − i virkeligheden alt for stort til den lille nye by. Præcis hvornår forslaget fremkommer vides ikke, men regnskaberne starter i 1681, hvor de forberedende arbejder var gået i gang. Man valgte en grund til bygningen, lige vest for den midlertidige kirke, som denne havde brugt som begravelsesplads.

#### Byggeprocessen
Det første år eller mere gik med at forberede den lavtliggende, sumpede grund til byggeriet. Der blev kørt jord til, der blev gravet dræningsgrøfter, og man hentede fundamentstenene fra de tidligere forsøg på at få bygget en kirke. I denne periode var der ikke meget at gøre på byggepladsen for arkitekten, og det daglige arbejde blev ledet af præsidenten for Københavns magistrat Peder Hansen Resen. Resen fandt en mand med sans for det praktiske, Johannes Christensen Meller, og satte ham til at organisere byggeriet, fra 1682 med titel af kirkeværge. Meller skulle senere stige i graderne og ende med selv at beklæde posten som stadens præsident. Meller har efterladt sig et større antal regnskabsbøger fra byggeriet, ført med en usædvanlig detaljeret nøjagtighed, der sætter os i stand til i dag at følge, hvordan byggeriet skred frem. Hvad regnskaberne dog ikke afslører er, hvorfor byggeriet tog så lang tid, som det gjorde.
1681 gik med at fylde jord på grunden, og fra forår og sommer 1682 meddeles kun at grunden drænes. Først i efteråret blev bygningens placering udstukket, og der blev rammet pæle ned, hvor den skulle stå. Der blev gravet fundamentsgrøfter, og den 19. oktober oprandt den store dag, hvor Christian 5. kunne nedlægge grundstenen til kirken. Der blev i den anledning slået en medalje, hvorpå man kan se kirken med det spir i barokstil, som det var planen, den skulle have. Samme dag godkendte kongen officielt van Havens tegninger til kirken.
Efter vinterpausen gik murerarbejdet i gang i foråret 1683, i første omgang med grundvolden. Man kan af murermestrenes afregning slutte, at ved udgangen af 1684 må murene have været omkring 3 alen høje. Arbejdet fortsatte gennem 1685 og 1686, og ved arbejdets start i 1687 var man 15 alen oppe ad de mure, der skulle ende med at være 30 alen høje (knap 19 meter). I marts 1687 skrev kongen til magistraten, at han gerne så kirken under tag samme eller næste år. Givet det hidtidige byggetempo måtte det siges at være et optimistisk ønske, og kongen måtte da også vente 5 år på, at der kom tag på bygningen.
1687 var også året, hvor Nicodemus Tessin besøgte byggepladsen. Vi ved, at Tessin var kritisk mod van Haven, men vi ved ikke i detaljer, hvad kritikken gik ud på. Antagelig syntes Tessin, der havde studeret i Rom, at van Havens nederlandsk inspirerede barokstil var gammmeldags, sammenlignet med den romerske, han kendte fra sine rejser. Der er ting, der tyder på, at van Haven tog i hvert fald noget af kritikken til efterretning. Der er ujævnheder i murværket, der indikerer at det oprindeligt har været planen at lave hvælvingerne i sideskibene lavere end i midterskibet, og at dette undervejs blev ændret til samme højde. Tessins synspunkter syntes at have gjort indtryk på kongen, da det var ham og ikke van Haven, der senere blev bedt om at tegne altertavlen.
I løbet af 1687 og 1688 blev murene færdige, og derefter var det mest de tre stenhuggere, som figurerede i regnskaberne. De lavede baser og kapitæler til pilastrene og gik derpå i gang med hovedgesimsen. Arbejdet tog sin tid, og først i 1690 afregnedes der for det sidste arbejde, udført i maj måned. Samtidig muredes de fire store piller inde i kirken. De var nederst af tegl, da denne del skulle panelbeklædes, og øverst af sandstensblokke omkring en teglkerne. I 1691 var man åbenbart blevet usikker på underlagets stabilitet, for her berettedes om, at der blev gravet dybe grave omkring pillerne, og at gravene blev fyldt med kampesten. Ved udgangen af 1691 var muringen af buerne mellem pillerne og væggene påbegyndt.
Fra forår til efterår 1692 rejstes tagets tømmerkonstruktion af pommersk fyr. Murerne gik i gang med at mure tårnet, og stenhuggerne leverede sandstensdetaljerne til det. Det følgende år muredes de mindre hvælv i kirkerummet, mens de store måtte vente, da murerne først skulle tække taget med glaserede hollandske tagsten. Noget af taget blev tækket med kobber, som det kan ses på billedet. Ved udgangen af 1693 var kirken endeligt under tag, og også tårnet havde fået et spir, omend den lille teglbeklædte, pyramideformede hætte ikke mindede meget om van Havens planlagte store barokspir.
I 1694 blev hvælvingerne muret færdigt, og stenhuggeren Christian Nerger kunne begynde på stukkaturerne. Andre stenhuggere arbejdede i denne periode på vestportalen under tårnet, som blev opstillet i november. Maleren Hans Jørgen Drost, som malede og forgyldte portalen, dekorerede også de 25 kvistluger på kirkens tag med billeder af apostlene, patriarkerne, evangelisterne og de 4 store profeter. Billederne er desværre for længst gået tabt. Under muringen af væggene havde man indsat vinduernes jernrammer, men ikke taget højde for, hvor meget murværket ville sætte sig, så der kom så meget tryk på rammerne, at jernsprosserne bukkede. En kleinsmed fik midt i 1694 til opgave at tage alle vinduesrammerne ud og rette dem ud igen.
Det var mest indretningen af kirkerummet, der blev arbejdet på i 1695. Der blev opsat stuk, der blev malet, lagt gulvfliser og opstillet stolestader. I starten af 1696 var der travlt med at få de sidste detaljer på plads, så kirken endelig kunne indvies den 19. april, med kongelig deltagelse og stort ceremoniel, 14 år efter at man begyndte at klargøre grunden.

### Laurids de Thurahs spir
Selv om kirken nu var officielt navngivet og kunne tages i brug, så var den ikke færdig. De centrale inventardele, som alter og prædikestol, var af klar midlertidig karakter, og frem for alt manglede der et ordentlig spir på tårnet. I 1732 fik kirken et alter, der matchede bygningen i storslåethed (se nedenfor), men i starten af 1740'erne, hvor Thurah i sine arkitekturbøger betegnede kirken som den prægtigste i København, manglede den stadig prædikestol og spir.
I 1744 skrev Københavns magistrat, via Kancelliet, til Christian 6. og foreslog diplomatisk, at kongen fuldførte sin forfaders projekt, ved at lade van Havens spir bygge. Der blev dog ikke sat noget i gang, før kongen døde i 1746. Magistraten forsøgte igen i 1747, og den nye konge, Frederik 5., skænkede 5.000 rdl til opførelsen af spiret efter den af Christian 5. godkendte model, som blev opbevaret i Rådstuen.

#### Spiralspiret
På dette tidspunkt blev Thurah inddraget i projektet. Han udtalte sig positivt om van Havens projekterede spir, men der er vist ingen tvivl om, at han ikke havde megen lyst til at bygge 50 år gammel arkitektur. Der gik i hvert fald ikke længe, før han påstod at kongen hellere ville have noget mere moderne, og fremsatte sit eget projekt, som kongen straks godkendte. Magistraten var ikke glad for denne ændring, da det nye projekts pris blev anslået til 25.857 rdl mod 15.500 rdl for det gamle, og han reelt ikke havde andet end de ovennævnte 5.000 rdl til rådighed. Man fornemmer også på ordvalget i hans klagebrev til Kancelliet, at han ikke brød sig meget om Thurahs nymodens idéer.
Thurah var blevet inspireret af Borrominis lanterne på Sant'Ivo alla Sapienza, og hans første projekt var for en lavere spiral, udført i bremersandsten, som gik op fra en ottekantet vægtergang. På grund af spirets vægt ville han stryge det øverste stokværk på van Havens tårn. Før byggeriet kom i gang ændrede han det imidlertid til en meget lettere kobberbeklædt tømmerkonstruktion, så det ikke var nødvendigt at fjerne noget af tårnet og samtidig muligt at lave spiralen meget højere.
Det nye projekt, som blev approberet af kongen i februar 1749, omfatter et ottekantet stokværk ovenpå van Havens tårn, toppet med en vægtergang, hvorfra spiraltrappen starter. Trappen løber fire omgange og toppes af en ballustrefod, "vasen", som bærer globusen, hvorpå kristusfiguren, "Manden", står. Byggeriet startede i marts 1749, og bortset fra nogle mindre detaljer blev spiret udformet efter planen.
På de fire hjørner omkring det ottekantede stokværk blev placeret statuer af de fire evangelister, udført af J. F. Hännel. "Manden" på toppen blev udført af kobbersmeden Jacob Høvinghof, og er blevet betegnet som det grimmeste stykke skulptur i København, men det skyldes, at den med vilje er udformet med overdrevne proportioner, da den er beregnet til, kun at blive set på stor afstand.
Rejsningen af tømmerkonstruktionen gik hurtigt, og den 26. april 1750 kunne "Manden" og kuglen sættes på plads på toppen. Arbejdet med kobberbeklædningen og bygningen af trappen varede til efteråret 1752, og først den 28. august kunne kongen besigtige det færdige resultat. 3. september afholdtes en takkegudstjeneste i kirken.

#### Myten
Der cirkulerer en sejlivet myte, der påstår, at da spiret stod færdigt, gik det op for arkitekten, at spiralen gik den forkerte vej rundt (mod urets retning), og han begik selvmord, ved at kaste sig ud fra toppen af spiraltrappen. Åbenbart skulle enten Frederik 5. eller arkitekten selv have ønsket, at trappen snoede den modsatte vej.
Da det er et historisk faktum, at Thurah døde af sygdom syv år efter spirets færdiggørelse, skulle selvmordsdelen af myten vel være tilbagevist, men var der noget galt med spiralen? Hvis kongen havde tænkt sig den modsatte retning, så ville det nok være kommet frem allerede ved godkendelsen af tegningerne, og det skulle være en dårlig arkitekt, der først opdager, hvordan hans værk ser ud, når det er færdigbygget. Desuden drejer spiralen samme vej som på Sant'Ivo-lanternen, som Thurah selv nævner som sin inspirationskilde. Der er da heller ikke noget der tyder på, at hverken kongen eller Thurah var andet end tilfredse med byens nye vartegn.

### Kirkens historie efter 1752
Ved færdiggørelsen af spiret havde Vor Frelsers Kirkes eksteriør fået sin endelige form, som der ikke er ændret væsentlig ved siden. Der er udført reparationer og vedligeholdelse gennem århundrederne, men ingen grundlæggende ændringer. Den største forskel i kirkens ydre i dag, i forhold til det oprindelige, er at sandstensdetaljerne og vestportalen var forgyldt og marmoreret. Denne udsmykning blev vedligeholdt op gennem 1700-tallet, men siden har facaden fået lov at stå i dens naturlige udseende.
Da Tessins alter blev opbygget i 1720'erne (se nedenfor), blev de to sidevinduer i korets østgavl muret til, efter Tessins ønske, for at altertavlen ikke skulle stå i modlys, men belyses harmonisk fra vinduerne i korets sider. Midtervinduet i østgavlen, der oprindeligt var rundbuet, som de øvrige vinduer, er på et senere tidspunkt − måske 1890 − blevet ændret til et mindre cirkulært vindue.
Oprindeligt var det planen, at nord- og syddøren også skulle have sandstensportaler, ligesom vestdøren, men det blev aldrig til noget. Syddøren er blevet udskiftet i 1700-tallet, mens norddøren menes at være den originale. En dør i korets sydside blev tilmuret i 1747 (antagelig). Alle indgange var forsynet med vindfang frem til 1780'erne. Tårnindgangens vindfang har sandsynligvis været indvendig, men på de andre indgange var det udvendige 'skure' af træ med kobberinddækning.
I 1744 blev der foretaget en istandsættelse af mur- og tømmerværk, hvis detaljer ikke kendes, men da Diderik Gercken var involveret har den sikkert også omfattet sandstensarbejde. I 1772 er der foretaget en hovedreparation, men igen er der ikke overleveret nogen detaljer. I 1791-93 blev der fortaget reparationer af taget.
Stadsbygmester Peder Malling ledte en hovedreparation i 1813-15 af tårn, kirke og hegn, "hvortil den høiligen trængte", som der står på mindetavlen, som stadig hænger i kirken. Fra 1850 og frem blev der repareret på sandstensgesimsen, og fra 1863-68 forestod N.S. Nebelong reparationsarbejde på de øverste dele af muren og de nederste dele af taget. Ved denne lejlighed blev der også bygget et ligkapel i østsiden af grunden. I 1890 blev spiret repareret. Dele af tømmeret blev udskiftet, og det meste af kobberbeklædningen blev fornyet og forgyldningerne opfrisket. Sandstensfigurerene ved spirets fod blev nyhugget af Hans Christian Petersen.
I starten af 1900-tallet blev der repareret på kransgesimsen, et arbejde, der først blev meldt færdigt i 1913. I 1933 blev Nebelongs ligkapel fjernet igen. I 1944 blev vestportalens trappe fornyet. I 1949 konstanterede man, at murene i princippet var ved at falde fra hinanden. De kraftige jernankre, som var indmuret over vinduerne, rustede, og rusten spaltede murværket. Reparationsarbejdet varede frem til 1955-56, og man sikrede ved denne lejlighed også hvælvingssystemet med en armeret betonkonstruktion, anbragt på loftet over hvælvingerne. Kirken blev genåbnet 15. marts 1957.
I 1991 ville man reparere vægtergangen under spiret, men da man undersøgte tingenes tilstand, viste det sig nødvendigt med en gennemgribende renovering af hele spiret. Kobberpladerne var ved at blæse af, og der var gået råd i træværket, så spiret nærmest var livsfarligt at gå op på. Store dele af træværket blev udskiftet, kobberbeklædningen fornyet og de forgyldte dele nyforgyldt, inklusive globen og "Manden" på toppen. Wohlert Arkitekter stod for arbejdet, som blev 10 gange dyrere end først antaget. Spiret blev åbnet igen for offentligheden i marts 1996, men de sidste arbejder var først færdige i efteråret 1997.
I september 2006 lukkede kirken for en større renovering. Den sumpede byggegrund havde altid givet problemer, og nu er det igen nødvendigt at rette gulvet op. Vinduerne vil også blive efterset og forsynet med forsatsruder. Man benytter ligeledes lejligheden til at efterse inventardelene, hvidte vægge og hvælvinger samt bringe bygningens tekniske faciliteter up-to-date.

## Kirkebygningen
Vor Frelsers Kirke fremstår i dag i den form, som den fik i 1752 ved færdiggørelsen af spiret, når vi ser bort fra staffering og forgyldning af sandstensdetaljerne, som man holdt op med at vedligeholde omkring starten af 1800-tallet. Bygningens grundform er det græske kors, dvs. fire lige lange korsarme, men i indhakkene mellem korsarmene er der kvadratiske udbygninger. Den vestre korsarm er lidt længere end de øvrige, for at få plads til tårnet, og ved den østre gavl er der en lavere tilbygning til sakristiet, hvilket gør at kirkens øst-vest-akse er noget længere end nord-syd-aksen, hhv 57 m og 48 m.
Murene hviler på en høj sokkel af tildannede granitblokke. Murværket er af blandede røde og gule teglsten, men ikke systematisk stribet, som på Christian 4.s bygninger. Facaden er opdelt med pilastre i palladiansk stor orden, dvs. i hele bygningens højde fra sokkel til kransgesims. Pilastrene er i toscansk orden med basis og kapitæl i sandsten. Den høje kransgesims er også i sandsten, dog med den glatte frise i tegl. Den går hele kirken rundt og er forkrøbbet omkring pilastrene. Mellem pilastrene sidder høje rundbuede vinduer af klart glas med jernsprossser, indsat direkte i murværket uden sandstensindfatninger.
Kirken har indgange i gavlene på korsarmene, undtagen østgavlen, hvor sakristiet er tilbygget. Sakristiet har sin egen dør i sydsiden. Af de tre øvrige indgange er det primært den vestlige, under tårnet, som anvendes. Det er også den eneste, der er blevet udsmykket med en sandstensportal. Indgangene er hævet fire trin over gadeniveau. På hver side af tårnet er der en port i gadeniveau, som giver adgang til de to gravkrypter, der ligger der. Den nordre har et udvendigt kobbertækket "skur", der er malet mørkegrønt ("portgrønt") ligesom alle dørene.
Taget på korsdelen af kirkebygningen er fuldvalmet og beklædt med sortglaserede tegl. Der er 25 små kvistluger, fordelt i to niveauer, som alle er kobberinddækket. Udbygningerne mellem korsarmene er kobbertækket.
Det firkantede tårn hæver sig tre stokværk over den vestlige korsarm. Stokværkene afgrænses af sandstensgesimser, som bliver større med højden. Der er rundbuede åbninger på de frie sider i hvert stokværk, med sandstenssprosser og rødmalede luger. Øverste stokværk er udsmykket med flade pilastre i samme stil som bygningen, og under øverste gesims hænger midt på hver side en forgyldt, gennembrudt urskive. Viserne er forbundet til et urværk i tårnet.
På toppen at tårnet står spiret, som er en kobberbeklædt tømmerkonstruktion. Nederst et ottekantet stokværk med rundbuede åbninger og runde vinduer med forgyldte karme. Vinduerne er flankeret af pilastre med forgyldte kapitæler i kompositstil. Rundt om stokværket, på tårnets frie hjørner, står fire evangelistfigurer, som med deres sorte overflader forsvinder lidt blandt alle de forgyldte detaljer.
Ottekanten toppes af en vægtergang med forgyldt rækværk. Fra vægtergangen udgår den berømte spiraltrappe, som med 150 trin snor sig, med stadig mindre radius, fire gange omkring spiret, og ender ved "vasen", som bærer globen på hvilken frelsermanden står med sin fane. Væggen langs trappen er udsmykket med fladbuede nicher med forgyldte karme. Efter fornyelsen af kobberet i 1990'erne fremstår spiret i en afdæmpet brun kulør, men med årene vil den velkendte irgrønne farve komme igen.

## Interiør

### Kirkerummet
Kirkerummet optager størstedelen af bygningen. Kun sakristiet og den yderste del af vestarmen er skilt fra. På grund af udbygningerne mellem korsarmene dannes et stort kvadratisk midterskib, mens koret og tværskibsarmene er relativt korte. De fire søjler markerer hvor korsarmene krydser hinanden. Koret er forlænget en god meter ud i midterskibet og hævet fire trin over dette. Korskranken er af træ, med firkantede træbalustre, og befolket af seks englefigurer udført af Erich Warnheim.
Efter udskiftningen af det midlertidige alter og den midlertidige prædikestol i hhv. 1732 og 1773 (se nedenfor) er der ikke ændret afgørende ved kirkens interiør, andet end når det gælder stole og pulpiturer (se nedenfor).
Hele rummet er overhvælvet med i alt 12 krydshvælv. Den kvadratiske hovedhvælving hviler på de fire søjler. De fire udbygninger har også kvadratiske hvælv, mens korsarmene har hver to rektangulære hvælv – vestarmen dog kun ét, da resten ikke indgår i rummet. Hvælvene hviler på pilastre i toscansk orden. Hvor hvælvenes ribber møder pilastrene, er de udsmykket med stukarbejder af Christian Nerger. I midterhvælvets topkryds er der der også stukudsmykning i form af rigsvåbenet og Christian 5. monogram. Hvælvkapperne er udsmykket med forgyldte træstjerner, hvilket har været almindeligt i de gamle københavnske kirker, men de er forsvundet i de fleste af dem.
Ved arkitekten Hans Jørgen Holms restaurering af kirken omkring 1890 mente han, at der var behov for mere stukudsmykning, og han lod billedhuggeren H. Chr. Petersen udføre nogle englebørn i skyformationer til topkrydset i korets hvælv. Da Nergers stukarbejder måtte fornyes ved restaureringen i 1955 blev Holms tilføjelser fjernet igen.
Kirkens indre er undergået istandsættelser i 1744 og 1772, som ikke har medført mærkbare ændringer, uden at man dog kender til detaljerne ved disse arbejder. Ved en større istandsættelse i 1815-18 blev bl.a. stengulvet erstattet af et plankegulv. I 1849-53 blev der repareres igen, og ved denne lejlighed blev der indrettet et ligkapel i Mellers krypt (se nedenfor).
I 1870 fik kirken et varmeapparat, og Mellers krypt blev nu varmekælder, mens ligkapellet blev flyttet til en separat nybygning på grunden bag kirken. N.S. Nebelong forestod dette arbejde. Varmesystemet fungerede åbenbart ikke tilfredsstillende, for i 1889 blev det omlagt, og ved denne lejlighed blev der støbt er nyt betongulv som underlag for varmerørene under plankegulvet. Varmesystemet blev udskiftet igen i 1916-17.
Omkring 1950 opdagede man, at midterhvælvingen var revnet, og pudset var begyndt at falde ned. Undersøgelser viste, at hele konstruktionen var blevet ustabil, måske på grund af krigens bombeeksplosioner, måske på grund af den øgede trafik, men den sumpede grund, som kirken blev bygget på, er aldrig blevet helt stabil. I 1954-57 blev hvælvingerne sikret med en betonkonstruktion anbragt på kirkens loft. Revnerne blev udfyldt ved injektion under hydraulisk tryk.

#### Vestre korsarm
Den vestre korsarm, som understøtter tårnet, fungerer som kirkens hovedindgang. Nord- og sydportalerne bruges sjældent. Mellem de tykke vægge, som bærer tårnet, dannes et våbenhus, der er adskilt fra kirkerummet med to sæt døre. Våbenhuset er meget enkelt indrettet med en bænk i den ene side og tre gamle pengeblokke i den anden. I begge sider er der rundbuede åbninger med trapper op til hhv. dåbsventeværelset (nordsiden) og tårntrappen (sydsiden). Lokalet er kun oplyst af det halvcirkelformede vindue over indgangsdøren.
Frem til 1881 var der en trappe i våbenhuset, som førte op til et organistrum ovenover. I 1890 blev rummet nedlagt for at man kunne lave en tøndehvælving i våbenhuset for at få lys ind gennem vinduer over portalen. I 1956 blev hvælvingen nedtaget og erstattet af det flade loft, vi ser i dag. Organistrummmet kunne derved genetableres, men nu med indgang fra tårntrappen.
På hver side af våbenhuset er der indrettet et gravrum (se nedenfor). Det nordlige blev i 1845 lavet om til ligkapel, og i 1870 til varmekælder. Det sydlige overtog funktionen som ligkapel i 1933, da Nebelongs ovennævnte kapel måtte nedlægges.

### Stolestader og pulpiturer
Da kirken blev indviet, var den indrettet med de lukkede stolestader, som stadig står i kirken. Der er naturligvis sket reparationer og udskiftninger siden da, men der er ikke ændret væsentligt ved deres udseende. Stolene kunne aflåses, hvilket gjorde det muligt at sælge dem til velhavende familier i sognet. De fleste af stolene i de midterste grupper omkring søjlerne er opdelt med en skillevæg, så delene kunne sælges hver for sig, den ene med adgang fra midtergangen, den anden fra sidegangen.
Ved indvielsen blev det forreste stolestade efter tværgangen på mandssiden (sydsiden) benyttet som kongestol. Det blev genindført ved restaureringen i 1889-90, hvor der blev opstillet seks rødt betrukne stole. Stolestaderne er senere (det fremgår ikke af kilderne hvornår) blevet suppleret med åbne bænke i tværgangen.
Kirken havde ikke pulpiturer fra starten, men man ville ikke undvære denne gode indtægtskilde, og de mere velbeslåede medlemmer af menigheden ville gerne betale for at slippe for træk i den uopvarmede kirke. I 1729-31 blev der derfor opført lukkede pulpiturer ved nord- og sydarmens øst- og vestvægge. Hver af de fire pulpiturer havde ni stole og var antagelig i flere etager. Langs vestvæggen under orglet blev der i 1732-33 opført pulpiturer med adgang fra de såkaldte elefantstole. De blev fjernet igen i 1818 af Peder Malling, som gav elefantstolene deres nuværende udseende.
I 1781-82 opførte Andreas Kirkerup pulpiturer i de to tværskibsarme, som fyldte hele armen op, i fire etager og med såkaldte engelske vinduer. I det søndre var der på første etage indrettet kongestol og magistratstole, og i nederste etage i det nordre en skriftestol. Begge blev nedrevet ved restaureringen 1889-90, da der ikke længere var lejere til dem. Noget af panelværket blev brugt til vindfangene inden for nordre og søndre kirkedør.

### Altertavler
Udseendet af kirkens første, midlertidige alter kendes ikke. Måske overførte man alteret fra den midlertidige kirke til den nye kirkes kor. I 1710, da man begyndte at lave fundament til det nuværende alter, blev det midlertidige alter, efter alt at dømme, flyttet til søndre korsarm. Da man indså, at det kom til at vare længere end ventet med opførelsen af det nye alter, anskaffede man en ramme som altertavle til det midlertidige, og samtidig modtog kirken, som anonym gave, et krucifiks til alteret.
Bymuseet opbevarer en ramme, som ifølge overleveringen, tidligere skulle have tjent som altertavle i Vor Frelsers Kirke. Om det passer, er umuligt at afgøre. Det er muligt, at krucifikset, som i dag hænger i det blændede vindue i søndre korsarm, kunne være det nævnte alterkrucifiks, men det er i så fald for stort til rammen på Bymuseet. Det er nok mere sandsynligt, at det blev anskaffet ved kirkens indvielse. Stilmæssigt kan det tidsfæstes til omkring 1700. Det kan måske endda have været beregnet til van Havens altertavle. Udformningen af det flagrende lændeklæde er i hvert fald besnærende lig det, der kan ses på van Havens udkast til alteret, som findes i Nationalmuseets arkiv.

#### Tessins altertavle
Lambert van Haven havde naturligvis tegnet en altertavle af passende format til sin store kirke, men Christian 5. var i mellemtiden blevet interesseret i Nicodemus Tessins idéer. Van Havens tegninger blev forelagt Tessin, som ikke overraskende fejede dem af bordet. I efteråret 1694 fik Tessin bestilling på et alterprojekt, og i foråret 1695 ankom der en model til København.
Hvor van Havens forslag var en stor, men stillestående, arkitektonisk opbygning omkring en niche med et krucifiks, var Tessins meget mere dynamisk. Over et svunget fundament, med indbygget alterbord, bærer fire søjler en buet arkitrav og segmentgavl, som begge er gennembrudt. I midterfeltet mellem søjlerne gengives scenen fra Getsemane Have, hvor Kristus trøstes af én engel, mens en anden svæver ned med den gyldne kalk. På hver side, mellem søjlerne, illustreres kongens valgsprog af to figurer, Pietas og Justitia. Bag åbningen i den gennembrudte gavl er anbragt en rude med Jahves navn på hebræisk med belysning bagfra. Omkring ruden er en stor forgyldt strålekrans og skyformationer, der næsten virker som en eksplosion. I skyformationerne boltrer sig adskillige englebørn. Over segmentgavlen skulle der have svævet yderligere to engle, som mellem sig holder en stor kongekrone, men de blev udeladt. Inspirationen havde Tessin bl.a. hentet fra Berninis altertavle i Santi Domenico e Sisto i Rom.
Materialerne, som alteret er udført af, er italiensk marmor i fundamentet og de stående figurer. Søjlerne er af fransk marmor, og resten er for det meste udskåret træ og stuk. Skulpturerne blev udført af Abraham Breusegem og Emmanuel Cuekelaer, der begge var ansat hos Thomas Quellinus, som antages at have modelleret figurerne. Gruppen med Kristus og englen blev ikke udformet som i Tessins udgave, hvor Kristus ligger med benene strakt ud, og englens vinger er udslået. Om det skyldes at marmorblokken, som var afset til figurene, ikke var stor nok, vides ikke, men ændringen er gået hårdt ud over hele midtertableauets balance.
Efter hvad man kan læse ud af regnskaberne var marmorfigurerne færdige omkring 1700, og de øvrige dele til altertavlen synes at være ankommet til kirken inden 1708, hvor man solgte og nedrev den midlertidige kirke, som havde fungeret som billedhuggerværksted. Alligevel blev altertavlen først indviet 1732. Hvad skyldtes denne forsinkelse?
Første problem var funderingen af den tunge marmorkonstruktion. Her spillede den sumpede grund igen ind − man brugte et par år på bare at dræne. Endelig i 1710 kunne man begynde at opmure fundamentet, men fra 1713 hører al omtale af byggearbejdet op. Man må antage, at det er Store Nordiske Krig der har givet Frederik 4. andet at bruge penge på end altertavler. Først i 1725 kom arbejdet i gang igen, men da var de opmagasinerede dele så medtagne, at de måtte restaureres, inden de kunne bruges.
Billedhuggeren J.C. Heimbrod fik til opgave at vurdere skaderne, og hans dom var hård, men så fik han også kontrakten på at udbedre skaderne. Undersøgelser ved en restaurering i 1955-56 viser, at det måske ikke var helt så galt, som Heimbrod gav indtryk af, men det var dog på dette tidspunkt, at man opgav de to engle med kronen, da de var for medtagne.
I 1728 deltog 184 mand fra Holmen i opførelsen af et stillads, så de store marmordele kunne hejses på plads – et arbejde der deltog 74 matroser og 10 underofficerer i. Man antager at altertavlen var opstillet i 1730, men alligevel tog det to år, før den blev indviet. Muligvis har man ventet på færdiggørelsen af korskranken.
I årenes løb er altertavlen repareret ved flere lejligheder, og man har endda fundet for godt at lave ændringer og tilføjelser i visse tilfælde, men ved den store restaurering i 1955-56 blev tingene så vidt muligt sat tilbage til til deres oprindelige farve og form. Ved denne lejlighed måtte den svævende engel helt fornyes. Én ting, som man ikke kunne genskabe, var baggrunden for midterfigurerne. Den var oprindeligt et landskabsmaleri, Oliebjerget, som omkring 1773 var blevet overmalet med skyformationer. I stedet malede Ingolf Røjbæk den blå baggrund, vi ser i dag.

### Prædikestole
Christian 5. skænkede i 1696 kirken en prædikestol i norsk marmor, og mens man ventede på dens ankomst fra Norge, tømrede man en enkel prædikestol sammen i forventning om, at den kun skulle bruges i kort tid. Imidlertid forliste marmorstolen på sørejsen til København, så den midlertidige stol kom til at stå betydeligt længere end det var meningen, næsten 80 år.
Da kirken i 1750 havde fået sit spir, syntes man, at det var på tide med en prædikestol, der kunne tåle sammenligning med det øvrige inventar, og på Thurahs opfordring indsendte J.F. Hännel et forslag sammen med en tegning, som stadig findes på Københavns Bymuseum og sikkert stammer fra Thurahs tegnestue, til en prædikestol i stærkt svungen rokokostil. Projektet blev henlagt, sandsynligvis fordi magistraten syntes, prisen på 5.668 rdl var for høj.
Efter flere forgæves forsøg på at få udskiftet den midlertidige prædikestol tog kirkens præst, Jacob Jensen Hvid, initiativ til, uden om de officielle kanaler, at skaffe midler til en ny stol. Han fik C.F. Harsdorff, Johannes Wiedewelt og maleren Peder Als til at lave en model, som han fik kongens godkendelse af, før han meddelte magistraten om projektet. Magistraten brød sig naturligvis ikke om at blive omkringgået på denne måde, men kunne jo dårligt underkende kongen, og måtte godkende projektet. Det figurerer dog ikke i kirkens regnskaber, og det vides derfor ikke, hvem der udførte hvad på prædikestolen. Alt taler dog for, at den arkitektoniske opbygning skyldes Harsdorff, og at Wiedewelt står for relieffrisen på kurven.
Den nye prædikestol blev sat op i løbet af sommeren 1773. Den sidder på den sydøstre pille med en trappe, der går rundt om pillen. Den er udført i træ, som er marmoreret i gule nuancer og med forgyldte detaljer. Relieffrisen og trappens balustre er hvide. Relieffet forestiller de 12 apostle flankeret af to skriftsteder, og yderst de fire store profeter, to på hver side. På toppen af lydhimlen står en figur sammensat af marterredskaber.

### Døbefont
I de første år benyttede kirken den simple døbefont fra den midlertidige kirke, men allerede omkring 1700 blev den nuværende font skænket til kirken, så vidt vides af grevinde Elisabeth Helene von Vieregg. Den har altid været placeret i den nordøstre udbygning af skibet.
Fonten har en cylindrisk marmorkumme båret af fire putti (englebørn), der er udstyret med forskellige attributter, fx et æble og en slange eller lovens tavler. Udvendig på kummen er en relieffrise, der bl.a. fremstiller Jesus dåb og vandringen til Emmaus. Til fonten bruges et dåbsfad fra 1704 og en dåbskande fra 1731, begge dele af sølv.
Fonten står i en kvadratisk fontelukkelse, omkring 355 cm på hver led. Hver side er opdelt af postamenter i fire fag. Det hele er udført i træ, som er marmoreret, i samme farver som prædikestolen, og forgyldt. Hvert fag har to balustre i form af putti, som er hvidmalede. Over fonten hænger en forgyldt fontehimmel, der nederst udgøres af en grevekrone, og over den en masse figurer, bl.a. putti, kerubhoveder og skjolde.
Det vides ikke hvem der har udført dette omfattende dåbsudstyr. Der gættes på Christian Nerger, som har udført så meget andet arbejde i kirken, men også Andreas Gercken nævnes, da han netop var aktiv i København på denne tid.

### Orgel
Ved kirkens indvielse i april 1696 havde kirken ikke noget orgel. Man klarede sig med et lille positiv, købt fra Vor Frue Kirke for 30 rdl, men allerede i juli samme år blev der tegnet kontrakt med brødrene Johan og Peter Petersen Botzen om et rigtigt orgel.
Christian Nerger fik opgaven at udskære orgelfacaden, og det er hans imponerende værk, vi stadig ser i kirken i dag. Det er også Botzen-brødrenes tin-piber der stadig pryder facaden, men de er, sammen med "kukkeren" og cymbelspillet, det eneste der er tilbage af det oprindelige orgelværk. Orgelfacaden bærer årstallet 1698, selv om der stadig blev arbejdet på den i 1699, og er den ældste bevarede orgelfacade i hovedstaden. De øverste gallerier på siderne af hovedværket er dog først tilføjet 1732.
Nergers facade er én stor hyldest til Christian 5. Øverst ses hans forgyldte monogram, og midt i rygpositivet er en portrætbuste. På siderne af rygpositivet genfinder vi Pietas og Justitia – kongens valgsprog – og højere oppe, på siderne af hovedværket, Troen og Håbet. På de store piber står "Deo & C5 Gloria" (Til Guds og Christian 5.s ære). De to elefanter, som "bærer" orgelfacaden, skal ses i lyset af, at Christian 5. få år tidligere havde gjort Elefantordenen til landets fineste orden.
Orgelværket blev repareret ved flere lejligheder op gennem 1700- og 1800-tallet, indtil det blev udskiftet med et nyt af Busch og Søn i 1889. Man valgte at beholde orgelfacaden, men piberne i den blev sat ud af drift. Det nye orgel var i romantisk stil efter tidens smag. Marcussen og Søn byggede orglet om i 1939, og ved restaureringen midt i 1950'erne lykkedes det Poul-Gerhard Andersen at få de gamle facadepiber til at klinge igen. Deres klang inspirerede ham til at bygge det nuværende orgel i 1965, hvor han havde fået eget firma. Det har 57 stemmer fordelt på 4 manualer og pedal, og der er genanvendt forskelligt ældre pibemateriale. Dispositionen er nybarok efter orgelbevægelsens principper, men med nogle romantiske klangfarver, der gør instrumentet alsidigt. Der er udført flere tekniske forbedringer på det siden det blev bygget, senest i 1998, ved orglets 300 års jubilæum.

### Tårnur, klokker og klokkespil
I 1697-1700 byggede urmager Johann Mercki et urværk i tårnet. Værket er stort − 285 cm langt og 295 cm højt − men drev i starten kun de to urskiver i hvælvingen over orglet, som henholdsvis viser minutter og timer. Først i 1744 bler der opsat urskiver uden på tårnet, på vest- og nordsiden. I starten var der kun timevisere på urskiverne, men i 1882 kom der endelig minutvisere på. I denne periode kom der også urskiver på de andre sider. I 1891 gik værket i stå, og man anså det ikke muligt at reparere det mere. I stedet blev et elektrisk værk fra Kemp & Lauritzen sat op i 1896. Et tordenvejr satte det nye værk i stå i 1920, og det gamle værk, som tårnurfabrikant Bertram Larsen i mellemtiden havde sat i stand, blev taget til nåde igen.
Fire klokker fra 1640 blev overført fra den midlertidige kirke, og de blev suppleret med den såkaldte Gyldenløve-klokke, som var krigsbytte fra den Skånske Krig. Tre af dem hænger stadig i tårnet, men de er alle blevet omstøbt en eller flere gange. En af dem, som senest er omstøbt 1725 anvendes dog ikke længere. Gyldenløve-klokken er omstøbt 1889 og 1922, og den tredje, som man tabte under ophejsningen i tårnet, så den gik i stykker og måtte omstøbe allerede da, er senest omstøbt 1931. De to sidste klokker blev i 1931, da klokkespillet blev opsat, foræret til henholdsvis Immanuelskirken i Kolding og Obbekjær Kirke i Ribe.
Kirkens klokkespil blev ophængt i perioden 1928-32, først med 33 små klokker, og senere suppleret med 11 større klokker. Den største opgives til at veje 3.600 kg − sammenlagt var malmvægten omkring 16 tons. I 1953 blev nogle af de små klokker udskiftet med 15 nye, så der sammenlagt var 47 klokker. Hele klokkespillet er fornyet i 1981 med 48 klokker fra Petit & Fritsen i Holland. De største klokker hænger i tårnets øverste stokværk, de mindre i spirets åbne lanterne. Spillebordet − stokklaveret − befinder sig på etagen imellem. Klokkespillet spiller automatisk hver fulde time fra kl. 8 til midnat.
- Lydeksempel fra  klokkespillet (Første del af kl 12:00 melodien.) ?

## Gravminder

### Kirkegårde
At den midlertidige kirke havde kirkegård på det område, hvor Vor Frelsers Kirke står i dag, ved man, da graveren var nødt til at fjerne ligrester fra fundamentsgrøfterne til bygningen. Hvor stor dens udstrækning var, ved man dog ikke noget om.
Den nybyggede kirkes kirkegård var afgrænset af Sankt Annæ Gade og Bådsmandsstræde på den ene led og Dronningensgade og Prinsessegade på den anden. Disse gader var dog dengang rent teoretiske, idet området endnu var stort set ubebygget. Reelt lå kirken i starten mellem lossepladser og områder, der endnu lå under vand. Kirken havde også (fra 1711-1889) en fattigkirkegård, som befandt sig et stykke længere mod sydøst ad Sankt Annæ Gade, på samme side som kirken, men som er helt forsvundet i dag.
Kirkegården afgrænsninger er forblevet uændret på de tre sider, men i østenden er der i flere omgange blevet skåret områder fra. I 1761 blev der taget en stribe til borgerværnets eksercerplads, i 1884 yderligere et stykke til den kommunale friskole, der nu lå der, og endelig i 1934 var det skolens efterfølger Christianshavns Gymnasium, som behøvede mere plads.
Først 10 år efter at man havde afstukket kirkegården omkring kirken, som i øvrigt kaldtes urtegården, var den drænet nok til, at man kunne indhegne den. I løbet af 1692 opsatte man 134 fag stakit, med porte ud for de tre indgange til kirken. Under bygningen af spiret blev porten ud for tårnindgangen fjernet og erstattet af de murede portpiller, vi ser i dag. Et par år efter blev stakittet langs Sankt Annæ Gade erstattet af en mur, men man fik aldrig gjort det samme på de andre sider af urtegården. I 1883 var muren så forfalden, at man fjernede den og satte det nuværende jernstakit op, med murede piller svarende til portalen. I løbet af 1880'erne blev det ført videre langs de to andre gader.
Efter at forbuddet mod begravelser inden for voldene nåede Christianshavn i 1853, har man benyttet Vor Frelsers Kirkegård på Amagerbrogade, ved Prags Boulevard, men også Assistens og Vestre kirkegårde.

### Begravelser i kirken
Som det var almindeligt på den tid, kunne dem, der havde råd til det, blive begravet under kirkegulvet eller, endnu bedre, under koret. Dette var en vigtig indtægtskilde for kirkerne, og et gravkort for Vor Frelsers Kirke dateret 1682 viser, at der var tænkt på det fra starten. Der er systematisk afmærket lige store felter i alle gangarealerne, tre ved siden af hinanden i midtergangen, to i sidegangene (med en lille afvigelse omkring døbefonten), og to over hinanden fra dør til dør i tværgangen. I koret er der yderligere 6 felter ved siden af hinanden, så der i alt er 133 felter på planen.
På 1700-tallet blev der foretaget omkring 600 begravelser i kirken, og der blev lagt 43 ligsten. I 1818, hvor der blev lagt plankegulv i kirken, er de fleste af stenene formodentlig fjernet, og ved næste store istandsættelse var der kun tre tilbage. I dag er der kun stenen over Niels Brock og hustru Helene Bredahl fra omkring 1802 tilbage. Den er anbragt under en udskæring i tæppet i korets nordvestre del (dette er med forbehold for, hvad der måtte ændre sig under den igangværende istandsættelse).
På trods af de mange grave, er der ingen epitafier at se i kirken. Det skyldes ganske enkelt, at der fra starten af var forbud mod "paa Vægge og Piller, at sætte Tavler, Sarkofager, Epitafier og saadant Stads". Om det var arkitektens eller kirkefolkenes ønske, at det skulle være sådan, fremgår ikke af kilderne.

#### Murede begravelser
Som nævnt var der en gravkrypt i hver side af tårnet. Dertil kom en krypt under sakristiet, som blev brugt til midlertidige bisættelser. Den sumpede grund gav dog så mange problemer med indtrængende vand, at man til sidst opgav krypten, sandsynligvis omkring 1778, senest ved restaureringen 1818.
Det tøndehvælvede gravrum på nordsiden af tårnet blev tildelt kirkeværgen Meller for hans store arbejde med kirken opførelse. Mellem 1711 og 1795 blev der anbragt 19 kister her fra familierne Meller og Valeur. I 1845 åbnede man krypten pga. den dårlige lugt, der kom fra den, og samlede resterne i de to bedste kister, som blev begravet under gulvet i krypten. Derefter brugte man den som ligkapel, indtil Nebelongs kapel på kirkegården stod færdigt i 1868. Siden da er rummet anvendt som varmekælder.
I den tilsvarende gravkrypt på sydsiden blev grevinde Elisabeth Helene von Vieregg bisat i 1704, sammen med den spæde søn, hun fik med Frederik 4. Da man i 1889-90 indrettede en lavere trappe til tårnet, indkapslede man de to kister i rummets østside. I 1932-33 hvor Nebelongs kapel blev offer for Christianhavns Gymnasiums arealudvidelse, blev tårntrappen ændret tilbage, og rummet reetableret, nu som ligkapel, hvad det har været siden. I forbindelse med restaureringen 2006-09 blev Viereggs to kister 22. juni 2007 flyttet ind i kirken og genbegravet under det nye betongulv.
Der blev også givet tilladelser til murede begravelser under stolene i kirkerummet, men på grund af problemer med indtrængende vand, blev det aldrig den indtægtskilde, som kirken havde håbet. Danmarks Kirker omtaler kun tre sådanne grave.

### Kirkegårdsmonumenter
Efter forbuddet mod begravelser inden for voldene henlå kirkegården uændret til 1884, hvor den blev planeret og beplantet, som vi ser det i dag. Antallet af bevarede gravsten og monumenter er mindsket med varierende hastighed gennem årene. Danmarks Kirker beskriver 12 identificerede monumenter og 3 uidentificerede, som stadig fandtes da de skrev om kirken (1960-65), og af hvilke de fleste stadig er at finde på området. To støbejernsplader over C.F. Rousing og P.C. Rousing fra 1843 synes at være forsvundet (omend det er svært at afgøre i det nuværende byggerod). Danmarks Kirker redegør også for 25 monumenter, som allerede da var gået tabt, men som var registreret, bl.a. i Personalhistorisk Tidsskrift.
- Sten ved kirken over Jørgen Hansen Koch og hans søn Hans Christian. ca.1797.
- Sten ved kirken over Biskop Otto Fabricius og hustru Anna Gunhilde. 1852.
- Kirkegården på Amagerbrogade
- Monument på kirkegården.

## Eksterne kilder og henvisninger
- Wikimedia Commons har flere filer relateret til Vor Frelsers Kirke (København)
- Restaurering af spiret 1991-96 (på kirkens website) Arkiveret 14. januar 2011 hos  Wayback Machine
- Vor Frelsers Kirke hos KortTilKirken.dk
- Vor Frelsers Kirke hos danmarkskirker.natmus.dk (Danmarks Kirker, Nationalmuseet)